# Dina Jordánská
Šarífa Dina bint Abdul-Hamíd (arabsky دينا بنت عبد الحميد; narozená 15. prosince 1929, Káhira, Egyptské království – 21. srpna 2019) byla jordánská královna a první manželka krále Husajna I. a matka jeho nejstaršího potomka, princezny Alii bint Husajn.

## Mládí a vzdělání
Princezna Dina se narodila v Káhiře, Egypt, jako dcera šarífa Abdula-Hamída bin Mohamed Abdul-Azíz Al-Auna (1898–1955) a jeho manželky, Fahríji Brav (†1982). Jako příslušnice hášimovské dynastie, smí používat čestný titul šarífa z Mekky jako agnatický potomek Hasana ibn Alího a byla vzdálenou sestřenicí svého tchána, krále Talala.
Původ princezny Diny je možno sledovat až k proroku Mohamedovi. Ze strany své matky byla Dina příbuzensky spjata s čerkeskou urozenou rodinou v Egyptě. Její otec a strýcové založili vakf který měl téměř 2000 feddanů.
Její manželství s králem trvalo pouze dva roky, 1955 až 1957. V roce 1970 se znovu vdala za vysoce postaveného představitele Organizace pro osvobození Palestiny. Vystudovala univerzitu v Cambridgi a přednášela anglickou literaturu na Káhirské univerzitě.